# Olof Axelsson
Karl Fritz Olof Axelsson, född 3 maj 1925 i Algutsboda församling, Kronobergs län, död 26 oktober 1993 i Runstens församling, var en svensk konstnär.
Han var son till målarmästaren Fritz Axelsson och hans hustru Rut. Olof Axelsson studerade vid Otte Skölds målarskola och för Edvin Ollers i Stockholm. Han medverkade i Nationalmuseums utställning Unga tecknare och på Liljevalchs vårsalong, separat ställde han ut första gången i Kalmar 1948. Hans konst består av porträtt, stilleben och landskapsmålningar. Axelsson är representerad vid Nationalmuseum med en blyertsteckning och Kalmar läns museum. Han är begravd på Nybro kyrkogård.